# Гигантский шипохвост
Гигантский шипохвост, или шипохвост Пела (лат. Anomalurus pelii), — вид грызунов из  семейства Anomaluridae Он встречается в Либерии, Кот-д’Ивуаре и Гане, где обитает в низинных тропических лесах.

## Таксономия
Латинское название (Anomalurus pelii) и одно из русских имён (шипохвост Пела) этого вида происходят от имени  Хендрика Пела, голландского зоолога и колониального администратора Голландского Золотого берега, в честь которого назван вид.

## История

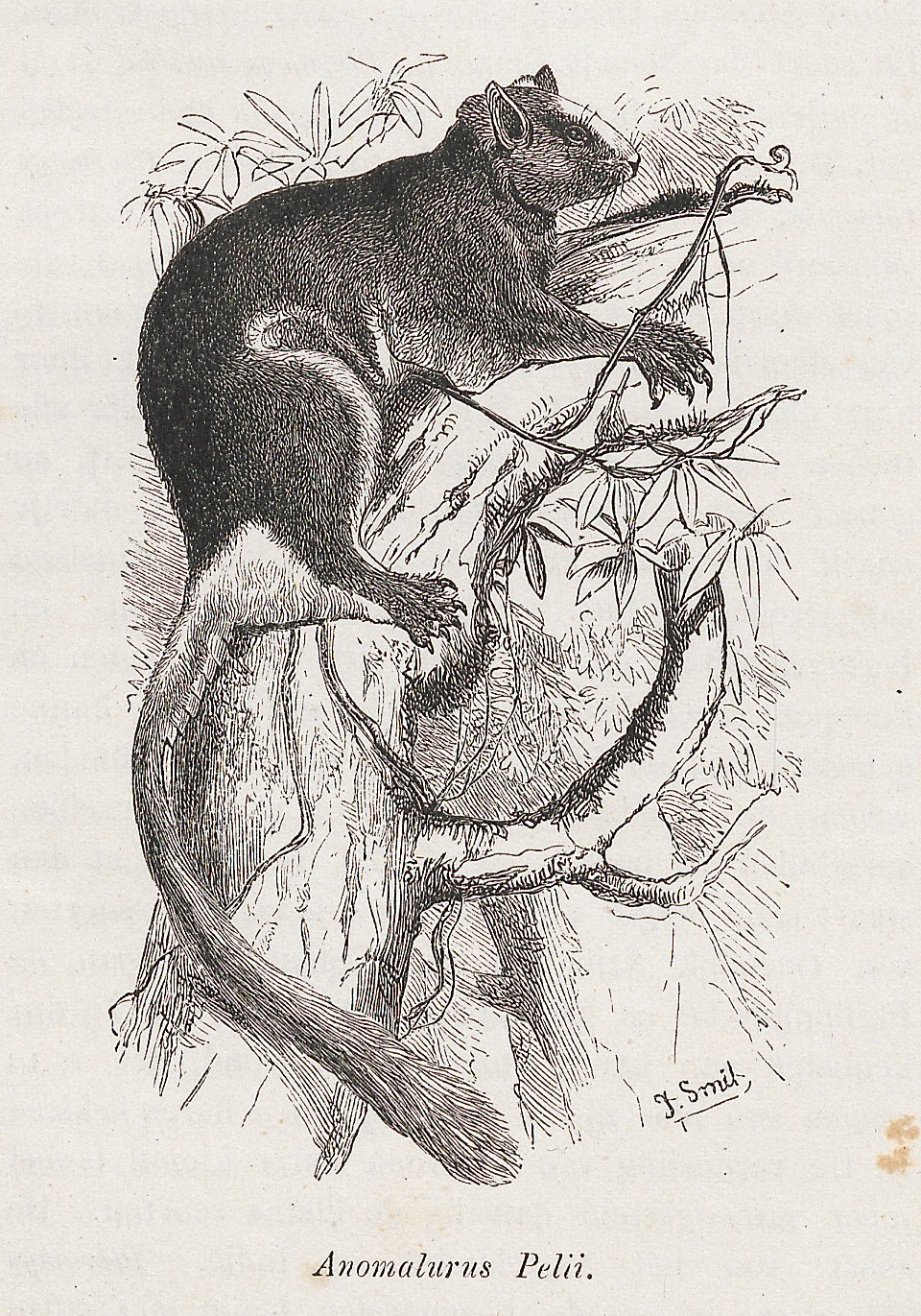
Гигантский шипохвост на гравюре XIX века.

До девятнадцатого века европейцы мало исследовали тропические леса Африки. Шерстокрылы и белки-летяги были известны из Юго-Восточной Азии и сумчатые летяги в Австралии были обнаружены еще раньше, но шипохвостых летяг в экваториальной Африке обнаружили только в 1840-х годах. Британский зоолог и коллекционер Луи Фрейзер, исследовавший бассейн Нигера, привёз в Великобританию экземпляр шипохвоста лорда Дерби (Anomalurus derbianus). По сравнению с ранее известными настоящими летягами, у них было два ряда крупных чешуек на нижней стороне базальной части хвоста. Летающая перепонка тянулась от запястья до лодыжки и поддерживалась хрящевой «шпорой», которая начиналась в локте. (У восточноазиатских летяг есть подобная хрящевая шпора, но она заканчивается на запястье.) У шипохвостых летяг была дополнительная перепонка, простирающаяся от лодыжки до базальной части хвоста, а расправлении мембрана образовывала прямую линию от пятки до пятки. 
Десять лет спустя особь другого вида, гигантского шипохвоста, была привезена в Европу, и оказалось, что она имеет аналогичные анатомические особенности. На кистях и стопах пальцы были расположены близко друг к другу с сильно изогнутыми ногтями. Хвост был также необычен тем, что свободная часть напоминала форму пера, а крупные ороговевшие чешуйки выступали на нижней стороне. Шерсть животного описывалась как мягкая и эластичная, без колючек.

## Описание

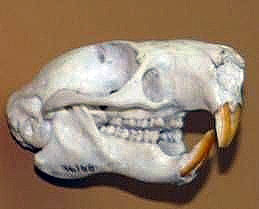
Череп гигантского шипохвоста

Гигантский шипохвост — крупный вид с длиной тела от 400 до 540 мм и хвостом от 320 до 550 мм. Он весит от 1300 до 2000 г. Верхняя часть в основном черная с некоторыми белыми пятнами, а низ белый. Край патагиума, мембраны, соединяющей запястье с лодыжкой, частично белый, а край уропатагиума, соединяющий лодыжки и хвост, полностью белый. Уши среднего размера и частично голые, передние лапы в основном черные, на задних часто есть белые пятна, а хвост похож на шлейф.

## Распространение и места обитания
Гигантский шипохвост обитает в Западной Африке, где его ареал включает восточную Либерию, юг Кот-д’Ивуара и юго-запад Ганы. Он живёт в тропических лесах на малых высотах, особенно там, где есть высокие заросшие лианами деревья и пальмы, в районах с годовым количеством осадков в диапазоне от 1400 до 3900 миллиметров. Однако он нуждается также в отдельно стоящих деревьях, не увитые лианами, потому что, когда он выходит ночью из своего убежища, ему необходимо пространство, чтобы спланировать на более низкие уровни для кормёжки. 

## Экология
Гигантский шипохвост ведёт полностью ночной образ жизни, проводит день в дупле на дереве и появляется только после наступления темноты. Питается, в основном, корой, дополняя рацион плодами, цветами и листьями. Обычно он вылетает на кормёжку парой, но было обнаружено до шести особей, совместно использующих одно и то же убежище на дереве. Если его потревожить в логове, шипохвост щелкает зубами и шипит, эти звуки усиливаются акустикой дупла дерева. Учитывая его большие размеры, яркую окраску и агрессивное поведение, этот вид может отгонять потенциальных хищников, таких как хищные птицы, мелкие плотоядные животные и приматы, и успешно конкурировать с птицами-носорогами за убежища. 
Размножение этого вида мало изучено. В Гане выводки, кажется, появляются дважды в год, в апреле и сентябре, по два или три детеныша в каждом помёте, а иногда и четыре. Во время беременности влагалище закрыто копулятивной пробкой. Детеныши рождаются полностью покрытыми шерстью, и уже зрячими.

## Статус, угрозы и охрана
Тропические леса, в которых обитает  гигантский шипохвост, находятся под угрозой вырубки из-за заготовки древесины и использования земель в сельскохозяйственных целях. Этот вид также находится под угрозой со стороны охотников, и иногда его можно видеть, как добытых гигантских шипохвостов продают на рынках ради мяса. Поскольку это скрытный, ночной вид, размер его популяции и естественная история мало изучены, а Международный союз охраны природы не смог классифицировать его охранный статус и оценил его как «недостаточно данных».